# Mechanitis mopsa
Mechanitis mopsa är en fjärilsart som beskrevs av Carl von Linné 1764. Mechanitis mopsa ingår i släktet Mechanitis och familjen praktfjärilar. Inga underarter finns listade i Catalogue of Life.